# Nhóm nhạc

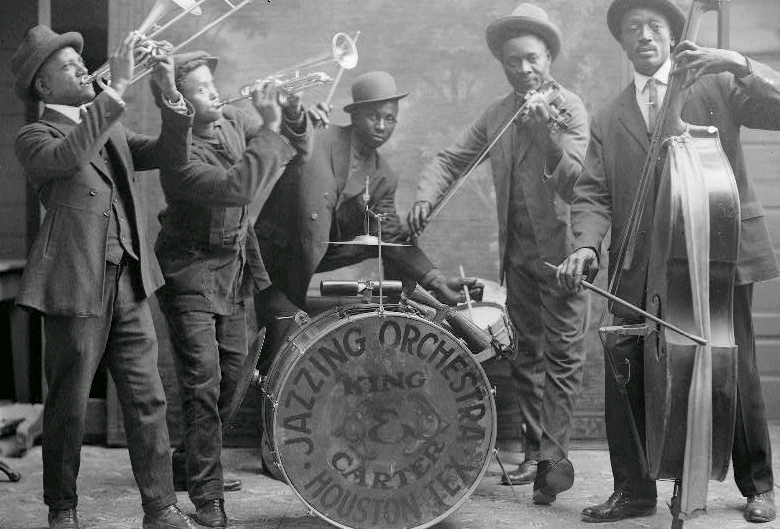
Ảnh chụp dàn nhạc jazz giao hưởng The King & Carter tại Houston, Texas vào tháng 1 năm 1921.

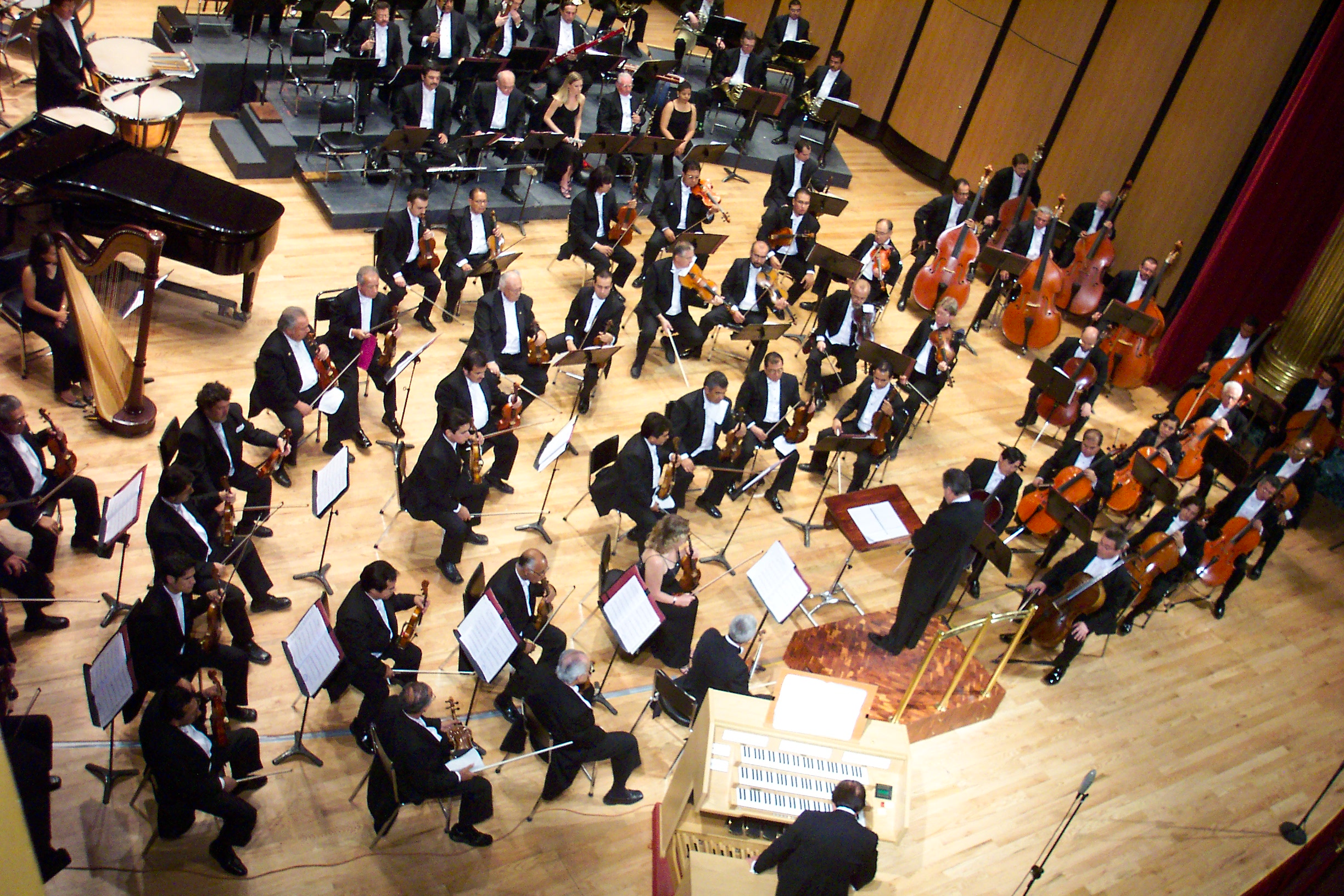
Jalisco Philarmonic Orchestra là một ví dụ điển hình về một dàn nhạc cổ điển với quy mô lớn.

Một nhóm nhạc, ban nhạc hay dàn nhạc (tiếng Anh: musical ensemble, music group hay musical group) là một tập hợp những nghệ sĩ biểu diễn bằng thanh nhạc hay hòa tấu. Mỗi nhóm nhạc có thể được biết đến với một nghệ danh cụ thể. Nhiều nhóm nhạc chỉ chơi nhạc cụ, chẳng hạn như tứ tấu jazz hay dàn nhạc giao hưởng. Có những nhóm thì lại chỉ toàn người hát, như các nhóm hợp xướng và doo-wop. Trong hai nền âm nhạc đại chúng và nhạc cổ điển, đội hình nhóm nhạc có cả những ca sĩ lẫn người chơi nhạc cụ, chẳng hạn như đội hình ban nhạc rock hay nhóm nhạc thính phòng thời Baroque, trong nhóm có thể có từ hai ca sĩ trở lên. Trong nhạc cổ điển, các đội hình tam tấu hay tứ tấu là tập hợp những nghệ sĩ chơi nhiều dòng nhạc cụ khác nhau (như piano, đàn dây và khí nhạc), hoặc hợp tấu bằng cùng một dòng nhạc cụ, chẳng hạn như hợp tấu [đàn] dây (tứ tấu dây...) hay hợp tấu khí nhạc (ngũ tấu khí nhạc...). Có một dạng đội hình chơi nhiều dòng nhạc cụ khác nhau, ví dụ như dàn nhạc giao hưởng, là một tập hợp của nhiều tốp nhỏ hơn, gồm bộ phận đàn dây, nhạc cụ đồng, kèn gỗ và bộ gõ. Bên cạnh đó, còn có một đội hình là ban nhạc hòa tấu, tập hợp những nhạc công chơi nhạc cụ đồng, kèn gỗ và bộ gõ.
Trong đội hình của các nhóm nhạc jazz hay hợp tấu jazz, các loại nhạc cụ thường được sử dụng gồm có kèn gỗ (như một/hai cây kèn saxophone, trumpet...), một/hai cây đàn để "đệm" hợp âm (guitar điện, piano hay hammond organ), một cây đàn bass (guitar bass/contrebasse) và một tay trống hoặc chuyên chơi bộ nhạc cụ gõ. Các ban nhạc jazz có thể chỉ chơi mỗi nhạc cụ, hoặc tập hợp một nhóm vừa có người chơi nhạc cụ vừa có một/nhiều người hát. Trong đội hình các ban nhạc rock/pop, nhạc công thường chơi guitar/keyboard (piano, piano điện, hammond organ, synthesizer,...) cùng với một/hai ca sĩ, một người chơi đệm bằng guitar bass và một dàn trống.
Các nhóm nhạc thường có một người làm thủ lĩnh. Trong các ban nhạc jazz, nhóm nhạc pop/rock và những đội hình tương tự khác, người này được gọi là thủ lĩnh ban nhạc. Trong người dẫn dắt đội hình trong nhạc cổ điển, nhạc giao hưởng, ban nhạc hòa tấu hay hợp xướng được xem là nhạc trưởng. Trong nhạc giao hưởng, một konzertmeister (tức người chơi violin đầu tiên) có nhiệm vụ chỉ đạo các nhạc cụ so dây cho đúng đầu mỗi buổi hòa nhạc. Trong dàn nhạc, mỗi bộ phận đều có một người chỉ huy riêng, thường được xem là "nhóm trưởng" của bộ phận đó (ví dụ, người chỉ huy bộ phận vĩ cầm trầm được gọi là "trưởng nhóm vĩ cầm trầm"). Các nhạc trưởng cũng xuất hiện trong đội hình big band của jazz và những đội hình chơi pop/rock với quy mô tầm cỡ (ví dụ như một buổi hòa nhạc rock cần có một bộ phận chơi đàn dây, một bộ phận chơi nhạc cụ sừng và một hợp xướng để hỗ trợ cho tiết mục của một ban nhạc rock biểu diễn chính).